# Jun. K
Kim Min-jun (Hangul: 김민준), thường được biết đến với tên gọi Jun. K, là một ca sĩ người Hàn Quốc, thành viên của nhóm nhạc Hàn Quốc 2PM. Vị trí của anh trong nhóm là hát chính. Anh được biết đến với giọng hát rất hay và đặc biệt. Sở trường của anh là các ca khúc R&B.

## Hoạt động
- 2PM Single 1집 HOTTEST TIME OF THE DAY (2008년 09월 04일)
- 2PM Digtal Single only you(winter special) (2008년 12월 10일)
- 2PM Single 2집 2:00PM TIME FOR CHANGE (2009년 4월 16일)
- 2PM 정규 1집 1:59PM (2009년 11월 10일)
- 2PM Digtal Single My Color (2009년 12월 03일)

## Sự nghiệp
Bắt đầu ra mắt dưới tư cách là thành viên nhóm nhạc 2PM ngày 04/09/2008, anh giữ vị trí hát chính, với giọng ca đặc biệt và được đánh giá là một trong những idol hát hay nhất KPOP. Được biết, ban đầu, Jun. K đã đỗ kì tuyển chọn thực tập sinh của cả hai công ty giải trí lớn nhất Hàn Quốc-YG và JYP. Tại YG, anh làm bạn với G-Dragon, Taeyang-thành viên nổi tiếng trong nhóm nhạc BIGBANG. Nhưng sau một thời gian thực tập, Jun. K quyết định chuyển sang làm thực tập sinh cho JYP từ ngày 26/10/2004.
Đồng hành cùng nhóm 2PM được 8 năm, sự nghiệp solo của Jun. K mới thực sự bắt đầu. Album Mr. NO LOVE đã đánh dấu sự ra mắt lần đầu tiên dưới tư cách một nghệ sĩ solo của anh và đã đem tới tiếng vang lớn cho khán giả không chỉ ở Hàn Quốc mà còn trên thế giới. Album đặc sắc với ca khúc chủ đề mang tên "THINK ABOUT YOU" với giai điệu vô cùng bắt tai, đã gây ấn tượng lớn cho tất cả người yêu âm nhạc khi lần đầu tiên biết tới cái tên Jun. K.
Ngày 27/11/2017 chính là sự trở lại lần thứ 2 của Minjun cùng solo album MY 20'S. Đây cũng chính là album cuối cùng của anh ở Hàn Quốc trước khi chính thức nhập ngũ vào ngày 08/05/2018. Hoạt động ở đơn vị quân đội số 2- NODO, được đánh giá là một trong những đơn vị quân đội khắt khe, đòi hỏi nhiều nỗ lực, sức mạnh bậc nhất Hàn Quốc, Jun. K vẫn luôn cố gắng chăm chỉ và đã giành được nhiều kết quả xứng đáng. Dự kiến, anh sẽ xuất ngũ vào 02/01/2019, hứa hẹn những màn comeback rất đáng mong chờ.
Danh sách đĩa nhạc
| Album phòng thu Hàn           | |                     |
| Tên Album/ Mini album/ Singel | Danh sách bài hát | Thời gian phát hành |
| 1. Mr. No Love                | · Mr. No Love · Think about you · Better man · Young forever · Ocean Waves · My house · Don’t Leave Me (Feat. Beak A Yeon) · NO LOVE part 2 (Feat. San E)                         | 09/08/2016          |
| 2. ‘My 20’s’                  | · I’ll be honest · From November to February (Feat. Jeon Somi) · Moving day · Why (Feat. Park Jimin) · 나의 20대 (Feat. 더블케이)                                                 | 27/11/2017          |
| Album phòng thu Nhật          | |                     |
| Tên Album                     | Danh sách bài hát | Thời gian phát hành |
| 1. Love & Hate                | · Love & Hate · No music no life · With You · Mr. Doctor · Real Love · No Love · True Swag Part 2 · Writing a Letter · Love & Hate (Instrumental)                                 | 14/05/2014          |
| 2. Love Letter                | · Alive part 2 · No Shadow · No Goodbye · Phone Call · Mary popins · Good morning · Walking on the moon · Just one night · Love Letter remix · 결혼식                             | 25/11/2015          |
| 3. No Shadow                  | · NO SHADOW · MARY POPPINS · PHONE CALL · Mr. No Love (Japanese Ver.) · THINK ABOUT YOU (Japanese Ver.) · LOST BOY · YOUNG FOREVER · 50 50 (Album Ver.) · No Shadow (Instumental) | 14/12/2016          |
| 4. No Time                    | · Switch Me · Ms. NO TIME · Comma · 私たちの別れた話 (A Story We Parted) (Duet with May J.) · Move · Why · Follow Your Heart · Ms. NO TIME (Remix)                                | 04/03/2018          |

Đóng góp của Jun. K trong album của 2PM
|              | Tên Album                                              | Tên Bài hát              | Viết lời                                 | Viết nhạc                                                         | Thời gian phát hành |
| Tại Hàn Quốc | 1. Hands up                                            | HOT                      | Jun. K                                   | Chance                                                            | 20/06/2011          |
| Tại Hàn Quốc | 2. Grown                                               | Game Over                | Duble Sidekick, Chance (One Way), Jun. K | Duble Sidekick, Chance (One Way), Jun. K                          | 06/05/2013          |
| Tại Hàn Quốc | 2. Grown                                               | At times                 | Jun. K                                   | Jun. K                                                            | 06/05/2013          |
| Tại Hàn Quốc | 3. Go Crazy                                            | Go Crazy                 | Jun. K                                   | Jun. K, Danny Majic, Glen Choi (dj nure), Fingazz, Dustin Tavella | 15/11/2014          |
| Tại Hàn Quốc | 3. Go Crazy                                            | Goodbye Trip             | Jun. K                                   | Jun. K, Lel                                                       | 15/11/2014          |
| Tại Hàn Quốc | 4. Grand Edition (album đặc biệt phát hành trực tuyến) | Superman                 | Jun. K, Wooyoung                         | Jun. K                                                            | 29/09/2014          |
| Tại Hàn Quốc | 5. No. 5                                               | My House                 | Jun. K                                   | Jun. K, Lel                                                       | 15/06/2015          |
| Tại Hàn Quốc | 5. No. 5                                               | Not The Only One         | Jun. K                                   | Kim Tae-sung, Frost, Secret Secret Weapon Weapon, Jun. K          | 15/06/2015          |
| Tại Nhật Bản | 6. Republic of 2PM                                     | Even When We’re Apart    | Jun. K, Kenn Kato                        | Jun. K                                                            | 30/11/2011          |
| Tại Nhật Bản | 7. Genesis of 2PM                                      | Falling in love          | Faya, Jun. K, Michael Yano               | Jun. K                                                            | 29/01/2014          |
| Tại Nhật Bản | 8. Galaxy of 2PM                                       | My House (Japanese ver.) | Jun. K                                   | Jun. K, Lel                                                       | 27/04/2016          |
| Tại Nhật Bản | 8. Galaxy of 2PM                                       | Higher                   | Jun. K, Kyasu Morizuk, Simon             | Jun. K, Lel                                                       | 27/04/2016          |

Music Video
| Tên bài hát        | Kênh Youtube     | Thời gian phát hành | Ghi chú    |
| 1. Alive           | 2pm              | 10/10/2011          |            |
| 2. NO LOVE         | jypentertainment | 11/06/2014          |            |
| 3. NO LOVE         | jypentertainment | 23/06/2014          | Live Video |
| 4. LOVE LETTER     | jypentertainment | 29/12/2015          |            |
| 5. THINK ABOUT YOU | jypentertainment | 08/08/2016          |            |
| 6. YOUNG FOREVER   | jypentertainment | 09/08/2016          |            |
| 7. Your Wedding    | jypentertainment | 03/01/2017          |            |
| 8. No Shadow       | jypentertainment | 11/01/2017          |            |
| 9. Moving day      | jypentertainment | 27/11/2017          |            |

## Tiểu sử
Từng được biết đến với cái tên Junsu, ngày 17 tháng 10 năm 2012, anh cho biết sẽ chính thức đổi tên khai sinh thành Minjun vì lý do gia đình, nhưng vẫn giữ lại nghệ danh. Ngoài hoạt động nhóm, Jun. K đã phát hành 2 đĩa đơn, 2 album ở Hàn Quốc và 3 ở Nhật Bản đều đã vượt lên số hạng 2 trên bảng xếp hạng Oricon Weekly Albums Chart. Album solo thứ hai 'Love Letter' đã xếp thứ nhất trên Billboard Japan ở cả hai hạng mục album 'Top' và 'Hot'. Album solo ở Hàn Quốc lần đầu tiên đánh dấu sự ra mắt với tư cách nghệ sĩ solo của anh 'Mr. NO♡' xếp thứ 9 trên bảng xếp hạng danh giá Billboard World Albums. Album solo thứ 3 ở Nhật Bản 'No Shadow' trên bảng xếp hạng Billboard Japan với danh hiệu album 'Top' và 'Hot'.

## Chương trình thực tế
| Năm  | Tiêu đề                                        | Kênh               | Ghi chú                                   |
| 2008 | Hot Blood                                      | Mnet               |                                           |
| 2008 | Idol Army Season 3                             | MBC                |                                           |
| 2009 | Inkigayo                                       | SBS                |                                           |
| 2009 | Star Golden Bell                               | KBS2               | 06/06/2009                                |
| 2009 | 2PM Wild Bunny                                 | Mnet               |                                           |
| 2009 | Let’s go! Dream Team Season 2                  | KBS2               | Khách mời đặc biệt KARA                   |
| 2010 | Strong Heart                                   | SBS                | 08/06/2010                                |
| 2010 | Strong Heart                                   | SBS                | 01/06/2010                                |
| 2010 | Star Golden Bell                               | KBS2               | Ep 243 2PM, Davichi,…                     |
| 2010 | Let’s go! Dream Team Season 2                  | KBS2               | 57, 59 (cả 2PM tham gia)                  |
| 2010 | 1000 Song Challenge                            |                    | Với Junho                                 |
| 2010 | GALAXY Tab Taxi                                |                    | Với Junho                                 |
| 2010 | Yoo Hee Yeol’s Sketchbook                      | KBS                | Với 2PM quảng bá "Heart beat"             |
| 2010 | Win win                                        | KBS                | Với 2PM và 2AM                            |
| 2010 | Happy Together                                 | KBS2               | Với 2PM                                   |
| 2010 | We got married                                 | MBC                | Khuntoria (ep 30, 31, 32, 33, 36, 51, 54) |
| 2011 | Let’s go! Dream Team Season 2                  | KBS2               | Ep 91 cả 2PM tham gia                     |
| 2011 | Idol Star Swimming and Athletics Championships | MBC                | Với 2PM                                   |
| 2011 | Entertainment Weekly Star Date                 | SBS                | Với 2PM quảng bá "Hands up"               |
| 2011 | 2PM Show                                       | SBS                |                                           |
| 2011 | Happy Together                                 | KBS2               | Với 2PM, After School                     |
| 2011 | The Romantic & Idol season 1                   | tVN                |                                           |
| 2012 | God of Victory                                 |                    | 2PM với Shinhwa                           |
| 2012 | Sukira                                         | KBS Radio          | Jun. K, Junho, Wooyoung (27/07/2012)      |
| 2013 | A Song For You From 2PM                        | KBS                |                                           |
| 2013 | Let’s go! Dream Team Season 2                  | KBS2               | Với 2PM                                   |
| 2013 | 2PM Returns                                    | MBC                |                                           |
| 2013 | Sebakwi                                        |                    | 08/06/2013 Nichkhun, Jun.K, Teacyeon      |
| 2013 | Yoo Hee Yeol’s Sketchbook                      | KBS                | Với 2PM quảng bá album "Grown"            |
| 2013 | Entertainment Weekly Guerilla Date             |                    | Với 2PM quảng bá album "Grown"            |
| 2013 | The Human Condition (Cuộc sống không có điện)  | KBS2               | Với 2PM                                   |
| 2013 | Gag Concert                                    | KBS2               | Với 2PM                                   |
| 2013 | Radio Star                                     | MBC                | Với 2PM                                   |
| 2013 | 2PM IS BACK                                    | LINE Star Chat     | Với 2PM                                   |
| 2013 | Cultwo                                         | SBS                | Với 2PM                                   |
| 2013 | Hello Counselor/ Annyeonghaseyo                | KBS2               | Với 2PM                                   |
| 2013 | Beatles Code Season 2                          |                    | Ep 63                                     |
| 2013 | We got married                                 | MBC                | Wooyoung <3 Se-young (ep 1)               |
| 2014 | Những người bạn chân đất                       | SBS                | 13/07/2014 tập 13                         |
| 2014 | C-Radio Idol True Colours                      |                    |                                           |
| 2015 | Running man                                    | SBS                | Ep 195                                    |
| 2015 | Oven radio                                     | 1TheK              | Với 2PM                                   |
| 2015 | Entertanment Weekly                            | SBS                | Với 2PM                                   |
| 2015 | Running man                                    | SBS                | Ep 256                                    |
| 2016 | Entertanment Weekly                            | SBS                | 26/09/2016 với 2PM                        |
| 2016 | King of Mask Singer                            | MBC                | Ep. 43,44 (Square’s Dream)                |
| 2017 | Choi Hwa- Jung’s Power Time                    | SBS                | 11/01/2017                                |
| 2017 | Cultwo                                         | SBS                | 17/01/2017                                |
| 2017 | Wild Beat                                      | Kstar              | 2PM đi du lịch bụi với nhau               |
| 2020 | 올때MIC                                        | mu:fully (Youtube) | với Wooyoung                              |
| 2021 | MMGT                                           | Youtube            | Ep.194, 195,196 (Với 2PM)                 |
| 2021 | Knowing Bros                                   | JTBC               | Ep. 287                                   |
| 2021 | 2PM Comeback Show                              | Mnet (Youtube)     |                                           |
| 2021 | Extreme Debut Wild Idol                        | MBC                | Cố vấn                                    |
| 2021 | Adola Agent Season 1                           | IdolLive           | Thành viên cố định                        |
| 2021 | Adola School: Homecoming Day                   | U+IdolLive         | Thành viên cố định                        |